# Biskupi Essen
Biskupi Essen
- kad. Franz Hengsbach (1958-1991)
- bp Hubert Luthe (1992-2002)
- bp Felix Genn (2003-2008)
- bp Franz-Josef Overbeck (2009-nadal)